# Etim Ėmin
Muhamad Amin, Etim Ėmin (en cyrillique Етим Эмин, Tsiling, Daghestan, 1838 - Ialtsugar, 1880) était un poète lezghien en lezghien, azéri et arabe.
Il assiste à une médersa près de son village natal. Son père était juge, et il le remplace dans le tribunal plus tard, mais il doit abandonner son poste. Ses poèmes ont pour objet surtout l'injustice social.